# 카지미에시 1세 오드노비치엘
카지미에시 1세(폴란드어: Kazimierz I, 1016년 7월 25일 ~ 1058년 11월 28일)는 폴란드의 공작(재위: 1039년 ~ 1058년)으로 별명은 부흥공(폴란드어: Odnowiciel 오드노비치엘[*])이다.
미에슈코 2세와 리헤자 왕비 사이의 오래 살아남은 단 하나의 아들로 크라쿠프에서 태어나 수도사의 칙령을 얻은 카지미에시는 교황의 천계법을 받고 1034년 부왕의 사망 후 왕위에 오른다. 1037년에 물러났는데, 지주들에 향한 인기적 대항과 이교도 종족들에 의하여 일어난 반기독교 반란의 동시에 고관들의 책략들이 그의 주권에 대항하였다.
독일에 망명하여 독일왕 콘라트 2세와 하인리히 3세로부터 군사적 도움을 얻는 데 성공하였다. 1040년에 왕위에 복위하여 러시아의 공주 도브로네가와 결혼하였고, 그녀의 오빠 키에프의 대공 야로슬라프의 후원으로 1047년 마조비아와 포메른의 영토들을 되찾았다.
보헤미아의 왕자들에게 보수로 매년 공물을 바침에도 불구하고, 1050년 보헤미아로부터 슐레지엔을 차지하였다. 그는 또한 폴란드의 중앙 정부를 다시 설립하고, 로마 가톨릭교회를 부활시키며 그를 물러나도록 도왔던 이교도 종족들을 억압하였다. 폴란드의 지배자로서, 왕관을 받지 않고 폴란드에 독일의 종주권이 그의 통치 기간 동안에 다시 설립되었다고 한다. 1058년 11월 28일 포즈난에서 사망하였다.